# دوباره غریبه
دوباره غریبه (انگلیسی: Strangers Again; کره‌ای: 남이 될 수 있을까) یک مجموعهٔ تلویزیونی کره جنوبی سال ۲۰۲۳ با بازی کانگ سو-را و جانگ سونگ-جو است و داستان عشق میان وکیل‌های طلاق را روایت می‌کند. دوباره غریبه یک مجموعه اورجینال جینی تی‌وی است و برای استریم در ویکی در مناطق منتخب قابل دسترسی است. این مجموعه همچنین از شبکه ئی‌ان‌ای از ۱۸ ژانویه تا ۲۲ فوریه ۲۰۲۳، روزهای چهارشنبه و پنجشنبه ساعت ۲۱:۰۰ (کی‌اس‌تی) پخش شد.

## بازیگران

### اصلی
- کانگ سو-را در نقش گو هارا[۸]
- جانگ سونگ-جو در نقش گو اون بوم[۸]